# ほ
ほ (hiragana) et ホ (katakana) sont deux kanas, caractères japonais qui représentent la même more. Ils sont prononcés /ho/ et occupent la 30e place de leur syllabaire respectif, entre へ et ま.

## Origine
L'hiragana ほ et le katakana ホ proviennent, via les man'yōgana, du kanji 保.

## Diacritiques
ほ et ホ peuvent être diacrités pour former ぼ et ボ et représenter le son /bo/, ou ぽ et ポ pour le son /po/

## Romanisation
Selon les systèmes de romanisation Hepburn, Kunrei et Nihon, ほ et ホ se romanisent en « ho », ぼ et ボ en « bo », ぽ et ポ en « po ».

## Tracé
L'hiragana ほ s'écrit en quatre traits.
1. Trait vertical.

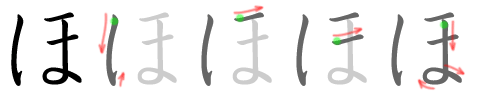
Ordre des traits pour ほ

2. Trait horizontal, à droite du premier
3. Trait horizontal, sous le deuxième, légèrement plus court.

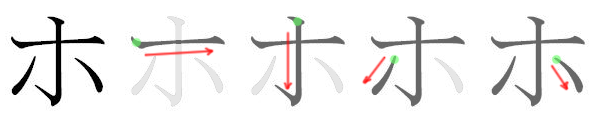
Ordre des traits pour ホ

4. Trait vertical, coupant le deuxième et le troisième, se terminant par une boucle.

Le katakana ホ s'écrit en quatre traits.
1. Trait horizontal.
2. Trait vertical, coupant le premier en son milieu.
3. Trait diagonal, de droite à gauche, sous le premier et à gauche du deuxième.
4. Trait diagonal, de gauche à droite, sous le premier et à droite du deuxième.

## Représentation informatique
- Unicode[1],[2] :
  - ほ : U+307B
  - ぼ : U+307C
  - ぽ : U+307D
  - ホ : U+30CB
  - ボ : U+30DC
  - ポ : U+30DD